# Aleksandr Vasilyevich Aleksandrov
Aleksandr Vasilyevich Aleksandrov (tiếng Nga: Александр Васильевич Александров) (13 tháng 4 năm 1883 – 8 tháng 7 năm 1946) là một nhà soạn nhạc Nga Xô viết cũ, người thành lập Đoàn hát múa Aleksandrov, người viết nhạc cho bài Quốc ca Liên bang Xô viết. Năm 2000, bài hát trở thành Quốc ca Liên bang Nga (với lời mới). Trong suốt sự nghiệp của mình, ông còn đảm nhận cương vị giáo sư tại Học viện Âm nhạc Quốc gia Moskva và trở thành Tiến sĩ Nghệ thuật. Ngoài ra, ông còn được trao tặng danh hiệu Nghệ sĩ nhân dân Liên Xô và Giải thưởng Stalin.

## Lịch sử
Aleksandr Vasilyevich Aleksandrov, còn có tên gọi khác là Sasha, sinh ngày 13 tháng 4 năm 1883 tại Plakhino, một ngôi làng ở Ryazan phía đông nam Moskva. Là một cậu bé có khả năng ca hát ấn tượng nên Aleksandr đã tới Sankt-Peterburg để trở thành một ca sĩ hợp xướng ở Giáo xứ Sankt-Peterburg. Là học sinh của trường Medtner, ông học soạn nhạc tại Sankt-Peterburg và Moskva, nơi mà cuối cùng ông trở thành một giáo sư âm nhạc năm 1918 và một chuyên gia hợp xướng tại Nhà thờ chính tòa Chúa Kitô Đấng Cứu Độ ở Moskva từ năm 1918 tới năm 1922.
Ông là người thành lập Đoàn văn nghệ Aleksandrov và giữ chức vụ giám đốc trong nhiều năm. Trong vai trò này, lần đầu tiên ông nhận được sự ủng hộ từ Joseph Stalin, người lãnh đạo đất nước trong hai thập kỷ cuối đời của Aleksandrov. Dàn hợp xướng của ông đã biểu diễn thành công tại Triển lãm Quốc tế năm 1937 ở Paris. Năm 1942, Stalin đã ủy quyền cho ông và Sergey Mikhalkov sáng tác một bài quốc ca mới của Liên Xô, được chính thức thông qua vào ngày 1 tháng 1 năm 1944 và được sử dụng cho đến khi Liên Xô tan rã vào năm 1991. Sau đó, bài hát trở thành Quốc ca Nga vào tháng 12 năm 2000, do Mikhalkov viết lời mới.
Ông cũng đã sáng tác bài hát nổi tiếng "Cuộc chiến tranh thần thánh", và hành khúc chính thức của Lực lượng vũ trang Liên Xô và nay là Nga, Bài ca quân đội Liên Xô.
Ông qua đời ngày 8 tháng 7 năm 1946, khi đang đi lưu diễn ở Berlin; trong khi một số hồ sơ nói rằng ông đã trở về từ Đức.